# شریک (فیلم ۱۹۶۸)
شریک (انگلیسی: Partner) یک فیلم درام ایتالیایی به کارگردانی برناردو برتولوچی محصول سال ۱۹۶۸ است که بر پایه‌ی رمان همزاد اثر داستایفسکی ساخته شد. از بازیگران آن می‌توان به پیر کلمنتی، استفانیا ساندرلی، تینا امون و نینتو داولی اشاره کرد.